# Marc Rowan
Marc J. Rowan, född 19 augusti 1962, är en amerikansk företagsledare som är medgrundare till riskkapitalbolaget Apollo Global Management, LLC. Han arbetar fortfarande kvar hos dem och är deras disponent tillsammans med en annan medgrundare i Josh Harris.
Den amerikanska ekonomitidskriften Forbes rankade Rowan till att vara världens 722:e rikaste med en förmögenhet på fyra miljarder amerikanska dollar för den 7 mars 2021.
Han avlade en kandidatexamen och en master of business administration vid Wharton School.